# Moritz von Prasse

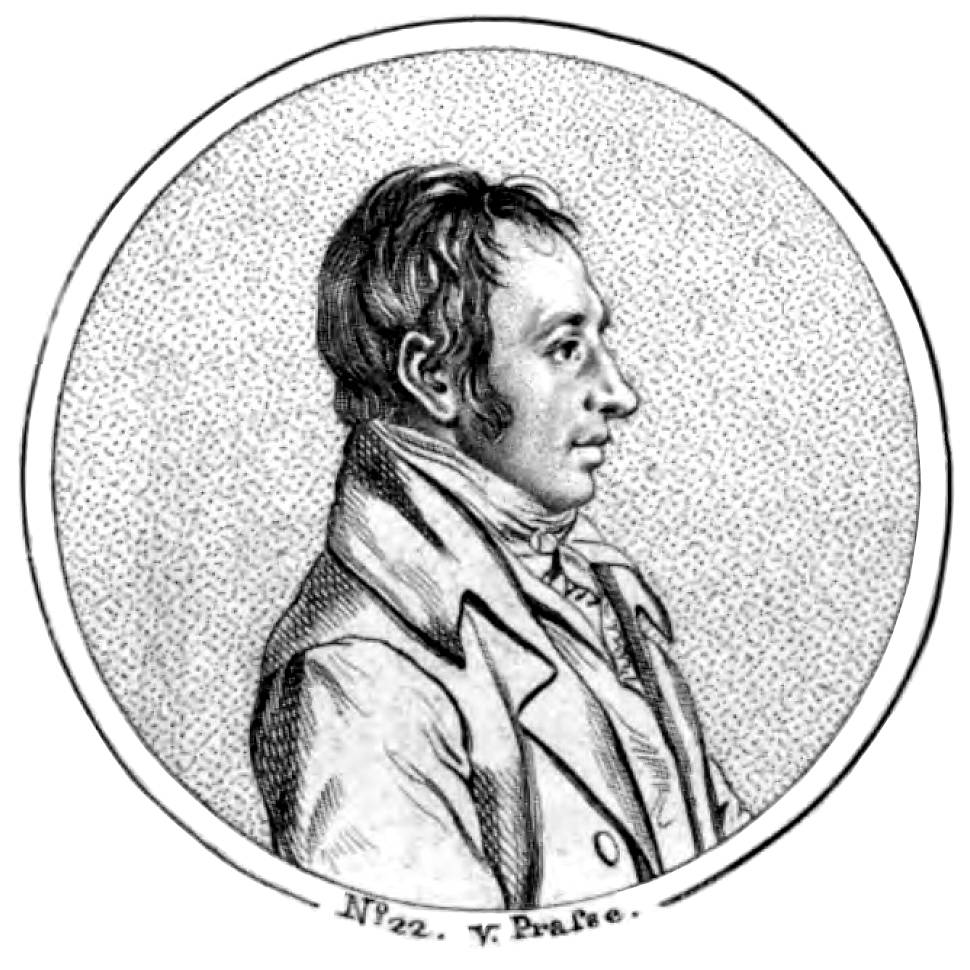
Moritz von Prasse, 1810

Moritz Prasse, a partir de 1790 von Prasse (Dresden, 1769 – Leipzig, 21 de janeiro de 1814) foi um matemático alemão.

## Publicações selecionadas
- 1796: Usus logarithmorum
- 1799: De Reticules Cryptograhicis (Ein Verfahren zur Verschlüsselung von Botschaften mit Hilfe von Drehrastern.)
- 1810: Logarithmische Tafeln für die Zahlen